# Starfall Online
Starfall Online — находящаяся в разработке компьютерная игра в жанре стратегии в реальном времени c элементами варгейма, сочетающая интенсивные тактические битвы и глубокую кастомизацию каждого космического корабля во флоте игрока. Проект разрабатывается независимой сибирской компанией Snowforged Entertainment. Основа игрового процесса — исследование звездных систем, сражения с другими игроками и неигровыми персонажами, добыча ресурсов.

## Игровой процесс
В Starfall Online игрокам предстоит принять участие в многовековом противостоянии трех соперничающих фракций — Отверженные, Авангард и Затмение. Собрав свой собственный флот с помощью множества предложенных карточек-чертежей, можно будет отправиться в путешествие по процедурно сгенерированной галактике или сразиться с другими игроками в быстром и ранговом матчах.
Благодаря продуманной физической модели, игра предоставляет множество интересных тактических возможностей. Система столкновений позволяет кораблям весьма эффективно таранить друг друга и просто сталкиваться, линия огня — уклоняться от летящих снарядов и внимательно подходить к позиционированию всех юнитов во флоте, тактические модули — запустить систему самоуничтожения корабля прямо в толпе врагов, создать парочку невидимых разведчиков, совершать быстрые тактические перемещения с помощью варп-прыжков и ещё многое другое. Кроме того, абсолютно все компоненты космического корабля в Starfall Online могут быть уничтожены — от генераторов брони и специальных модулей, до вооружения и двигателей.
Каждый игрок, его флот, и даже корабль в этом флоте, будут развиваться отдельно, открывая дополнительные возможности для кастомизации и создания собственного уникального стиля игры.
Запланирована система кланов с войной за территории и ценные ресурсы в открытом космосе.

## Разработка
Разработка игры была начата в конце 2014 года. Впервые проект был анонсирован в январе 2015 года, тогда же появился первый трейлер. В мае 2015 года игра вышла за дополнительным финансированием, которое планировалось пустить на развитие и доработку MMO-составляющей игры, на Kickstarter. Проект был профинансирован лишь наполовину, однако по словам разработчиков игры, своей цели — привлечения внимания мирового сообщества к проекту — они достигли.

В то же время, Starfall Online получила одобрение сообщества в Steam Greenlight за 9 дней
Игра разрабатывается на движке Unreal Engine 4.
В марте 2019 года разработчики провели сброс всего игрового прогресса игроков, но заверили, что это последний полный вайп. Альфа-тестирование переходит в окончательную стадию.
15 марта 2020 разработчик заявил о прекращении разработки игры.

## Технические требования
Минимальные технические требования игры:
ОС: Windows 7 x64
DirectX: DirectX 9
Видеокарта: NVIDIA GTX 460+ или Radeon HD 2600+
Процессор: двухъядерный 2.0 Ггц
Память: 4 ГБ